# Свети мученик Зосим војник
Зосима Созопољски (грч. Ζωσιμος) је био хришћански мученик погубљен у Сполету, Умбрија, Италија, за време владавине цара Трајана.
Православна црква га спомиње 19. јуна.

## Биографија
Зосима је рођен у Грчкој 93. године. За време цара Трајана постао је војник и живео у граду Аполонији (Писидији).
У почетку своје владавине цар Трајан је издао указ по коме су хришћани били прогоњени. Чувши за прогон хришћана, Зосима је напустио војну службу, крстио се и придружио се хришћанима. Владар града Аполоније (Писидије) Домицијан је обавештен о Зосимином чину. Сматрајући овај чин непоштовањем цара Трајана, Домицијан је Зосима извео на суђење, а потом, на мучење и погубљење.